# Tampón fosfato salino

Imágenes de microscopía de polarización de cristales de solución salina tamponada con fosfato (PBS).

El tampón fosfato salino o buffer fosfato salino (conocido también por sus siglas en inglés, PBS, de phosphate buffered saline) es una solución tampón empleada en la investigación biológica, bioquímica y de inmunología diagnóstica. Es una solución acuosa y salina que contiene cloruro sódico, fosfato sódico, cloruro de potasio y fosfato de potasio. Su osmolaridad y concentración de iones (Cl-, Na+ y K+) es muy semejante a la del líquido extracelular de los mamíferos. Mientras que los grupos fosfato mantienen el pH estable, la osmolaridad coincide con la del cuerpo humano (isotónico). Se trata de una solución isotónica, es decir, la concentración de soluto es igual dentro y fuera de la célula; no es tóxica para las células de los mamíferos, y su pH es de 7.4.

## Preparación
Una preparación común del PBS requiere los ingredientes en las concentraciones siguientes:
| Sal     | Concentración (mmol/L) | Concentración (g/L) |
| ------- | ---------------------- | ------------------- |
| NaCl    | 137                    | 8.0                 |
| KCl     | 2.7                    | 0.2                 |
| Na2HPO4 | 10                     | 1.44                |
| KH2PO4  | 1.8                    | 0.24                |

Las sales se disuelven 800 ml de agua destilada y se ajusta el pH a 7.4 con HCl. Luego se añade agua destilada hasta un volumen total de un litro. La solución resultante PBS tiene una concentración final de 10 mM PO43−, 137 mM NaCl y 2.7 mM KCl.
La solución puede esterilizarse por tratamiento en autoclave, aunque la esterilización puede no ser necesaria, según su uso. El PBS puede almacenarse a temperatura ambiente, pero si la solución no es estéril es conveniente refrigerarla para su conservación durante largos períodos de tiempo. Las soluciones madre concentradas pueden precipitar cuando se enfrían y deben mantenerse a temperatura ambiente hasta que el precipitado se haya disuelto completamente antes de su uso.

## Uso y aplicaciones
Es uno de los buffers más utilizados porque es isotónico y no tóxico para las células. Se utiliza para diluir sustancias utilizadas para el cultivo y para lavar los recipientes que contienen células.
El PBS se emplea como vehículo neutro para células, ya que no modifica el perfil de expresión y funcionamiento celular normal. El uso de esta solución es muy común para lavar células a través de centrifugación. El PBS puede emplearse como diluyente para métodos de desecación de biomoléculas, ya que las moléculas de agua presentes en el PBS se adhieren alrededor de la biomolécula y permiten inmovilizarla a una superficie sólida. Esta monocapa de agua evita que la biomolécula sea desnaturalizada (o sufra modificaciones conformacionales) en el proceso de desecación.